# Bajka
Bajka je književna vrsta kod koje se čudesno i nadnaravno isprepliće sa zbiljskim na takav način da između prirodnoga i natprirodnoga, stvarnoga i izmišljenoga nema pravih suprotnosti. Prisutna  je odsutnost psihološke karakterizacije gdje su likovi uobičajeni, prisutan je polaritet dobra i zla te nesputana moć mašte i želje nad stvarnošću.
U svijetu su najslavnije bajke braće Grimm, Hansa Christiana Andersena i Oscara Wildea.
U Hrvatskoj su najslavnije bajke Ivane Brlić-Mažuranić.
Prema definiciji bajka je priča uglavnom namijenjena djeci koja se često bavi nepostojećim i izmišljenim radnjama i likovima kao što su vile i vilenjaci, čarobnjaci, patuljci, vještice i sl. U zadnje vrijeme pojavljuje se i nova "generacija" fantastičnih stvorenja poput goblina, trolova, orka i drugih stvorenja koja su plod mašte novog naraštaja kniževnih ali i filmskih umjetnika. Najpoznatiji likovi te novije generacije su hobiti koji su svoju svjetsku slavu stekli zahvaljujući J.R.R. Tolkienu i njegovim "Gospodarima prstenova".
Bajke su često rezultat narodne predaje i posljedica narodnih običaja i kazivanja, a neki su se autori potrudili to i zapisati uz eventualne dorade u fabuli i likovima (primjer su braća Grimm). U bajkama često nalazimo i čudesne životinje koje govore, a u tome je najdalje otišla "Životinjska farma" (izdan 1945.) - satirički roman ili bajka (alegorija) Georgea Orwella.